# Цистерна Феодосія

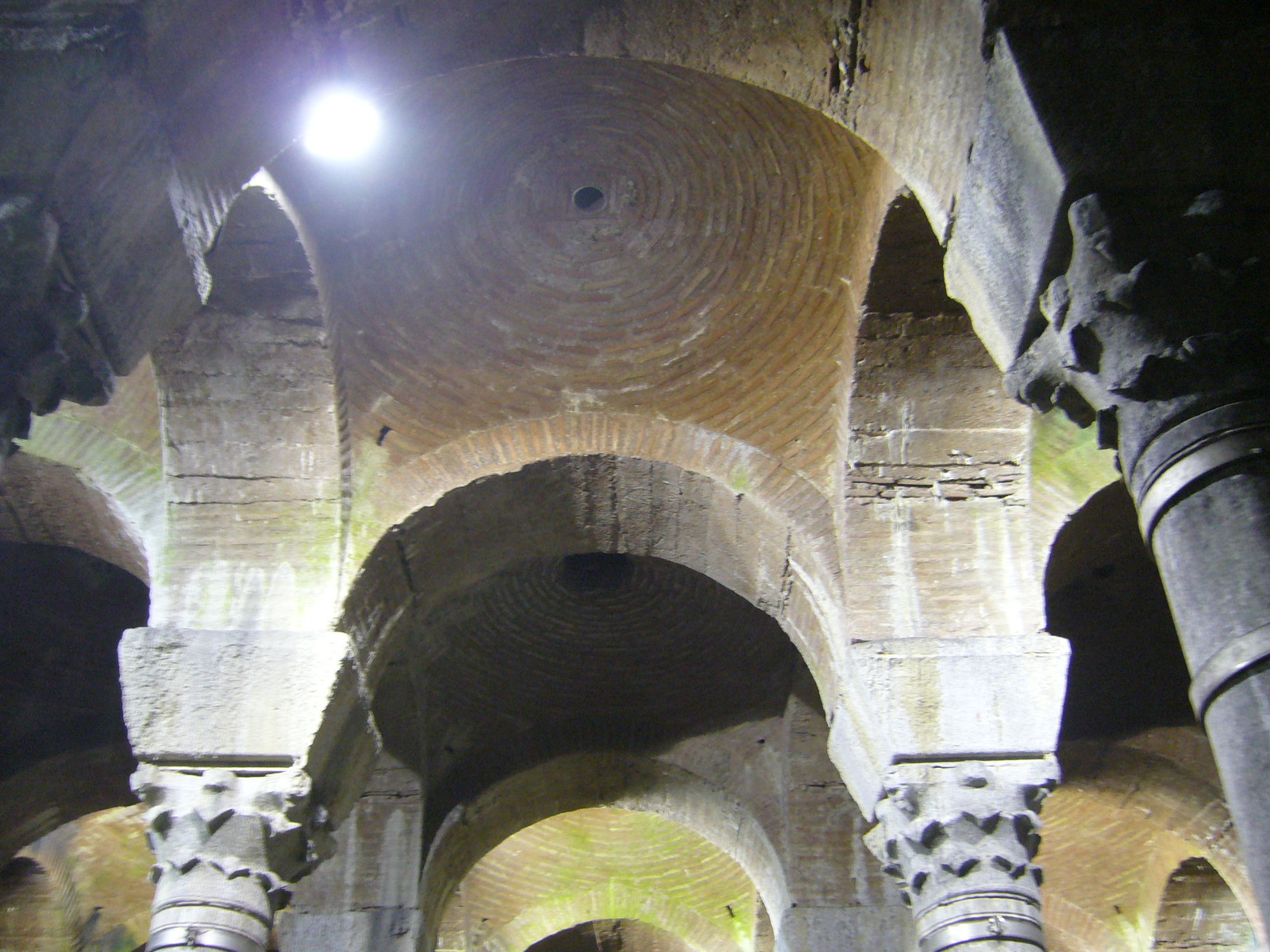
Склепіння цистерни

Цистерна Феодосія (грец. Κινστέρνα Θεοδοσίου; тур. Şerefiye Sarnıcı) — стародавнє підземне водосховище Константинополя. Розташована в історичному центрі Стамбула в районі Султанахмет між древніми форумом Костянтина й іподромом по сусідству з цистерною Філоксена. Вхід розташований на Piyer Loti Caddesi.

## Історія
Побудована в період правління візантійського імператора Феодосія II (пр. 408—450) між 428 і 443. Існує припущення, що будівництво цистерни ініційовано сестрою імператора Пульхерією, яка виконувала обов'язки регента при своєму малолітньому браті в 414—421.
Вода, що надходила в цистерну Феодосія по акведуку Валента, прямувала в Німфеум, Терми Зевксіппа, Великий палац і численні фонтани. Можливо, цистерна Феодосія навіть з'єднувалася з сусідньої цистерною Філоксена.
Цистерна має форму прямокутника розмірами 45 × 25 м, її об'єм — близько 11 250 м³. Дах водосховища підтримують 32 монолітні мармурові колони, підперезані залізними скобами. Варто відзначити, що всі вони в точності однакові і мають висоту 9 м. А ось капітелі, навпаки, відрізняються: частина їх виконана в корінфському ордері, частина — в доричному. Цей факт говорить про те, що будівельні роботи в цистерні велися в різні для імперії часи, при надлишку та недоліку матеріалів.
Відреставрована та відкрита для відвідування в 1994. Зараз це музей, об'єкт охорони ЮНЕСКО. Нагорі розташовується колишня будівля мерії округу Еміньоню (адміністративно увійшов в район Фатіх). Міська влада планує розбити тут парк. Станом на березень 2015 над цистерною будується офісний комплекс, сама цистерна на реконструкції.